# Gholam Reza Azhari
Pour les articles homonymes, voir Azhari.
Gholam Reza Azhari  (en persan : غلامرضا ازهاری) est un chef militaire et un Premier ministre iranien né en 1912 et mort le 5 novembre 2001.
Né à Chiraz, il entre à l'école militaire et gravit rapidement les échelons.
Il devient général dans l'armée du Shah Mohammad Reza Pahlavi. Il est premier ministre en 1978. Il est mort aux États-Unis, à McLean.